# Kristin Herrera
Kristin Lisa Herrera est une actrice américaine, née le 21 février 1989 à Los Angeles, en Californie.

## Biographie
Kristin Herrera a commencé sa carrière dans New York Police Blues en 2001 et est surtout connu pour son rôle dans la série Zoé.

## Filmographie

### Cinéma
- 2007 : Écrire pour exister (Freedom Writers) : Gloria Munez
- 2007 : Resurrection Mary : Karen

### Télévision
- 2001 : New York Police Blues (NYPD Blue) (série TV) : Elena Rodriguez
- 2002 : Sept à la maison (7th Heaven) (série TV) : Katie
- 2002 : Division d'élite (The Division) (série TV) : Aimee Varga
- 2002 : The Bernie Mac Show (série TV) : Sophia
- 2004 : Urgences (ER) (série TV) : Frederika Meehan
- 2005 : Zoé (Zoey 101) (série TV) : Dana Cruz
- 2006 : FBI : Portés disparus (Without a Trace) (série TV) : Rose Martinez
- 2008 : Hôpital central (General Hospital) (feuilleton TV) : Lourdes

## Distinctions
- Young Artist Award de la meilleure actrice en 2006 pour son rôle dans Zoé.